# Grigori Potiomkin
Grigori Aleksàndrovitx Potiomkin, príncep de Tàurida (rus: Григо́рий Алекса́ндрович Потёмкин, Txijovo, prop de Smolensk, 24 de setembre de 1739 - Iași, 5 d'octubre de 1791) va ser un estadista, militar i polític rus, amant de Caterina II de Rússia. Sovint s'ha transcrit o transliterat el nom de Potiomkin com a Potemkin, perquè en rus de vegades s'escriu la lletra "ё" ("io") sense la dièresi ("е", que quan és tònica, fa el so "ie"), cosa que pot causar confusió.
Va ser l'home encarregat de l'annexió a l'Imperi Rus de Nova Rússia (la regió de Crimea) i de l'administració de la regió durant els primers anys, allà va disposar d'enormes terrenys de cultiu i va fundar diverses ciutats, com ara Dniprò (1776), Kherson (1778), Mikolaiv (1789).
Va ser favorit de Caterina II. Segons dades controvertides, el 8 de juny de 1774 va contraure matrimoni morganàtic amb la sobirana.

## Biografia

### Primers anys
Va néixer en una família de terratinents de la noblesa mitjana de Smolensk, de l'estirp dels Potiomkin, de Txijevo (de l'óblast de Smolensk).
Ben aviat va perdre el pare, Aleksandr Vassílevitx Potiomkin (1673—1746), oficial retirat de l'exèrcit, educat per la mare (Daria Vassílevna), nascuda Kondireva, que més endavant va ser dama d'honor de la cort russa, a Moscou. A la capital Potiomkin va rebre ensenyament a l'escola de Leutke, al Barri Alemany. Des de petit era evident la seva curiositat i la seva ambició. Va ingressar a la Universitat de Moscou (1755); al juliol de 1757, pel fet de ser un dels 12 millors estudiants, va ser presentat a l'emperadriu Ielizabeta Petrovna, però a principis del 1760 va ser expulsat de la universitat, oficialment per «peresa i manca d'assistència a classe».
L'any 1755 també es va inscriure com a reiter en el regimient de la guàrdia muntada russa, va entrar en el servei l'any 1761, i en temps de Pere III tenia el grau de wakhmistr.

### Època de Caterina II
Després de la seva destacada participació en la primera Guerra russoturca (1768-1774), Potiomkin va ser nomenat Governador general d'Ucraïna a més de rebre el títol nobiliari de Comte. Va sufocar la revolta dels cosacs del sud dels Urals dirigida per líder cosac Omelian Ivànovitx Pugatxov (1773-1775), de la qual va resultar la seva annexió a Rússia en virtut del Tractat de Küçük Kaynarca.
El 1783 va dur a terme la conquesta de Crimea i va rebre el títol de príncep de Tàurica (rus: Светлейший князь Таврический. El 1784 va obtenir el rang de mariscal de camp, va construir la flota imperial russa del mar Negre, i va construir diverses ciutats i ports entre les quals destaquen Kherson, Nikolàiev, Sebastòpol i Iekaterinoslav.
El 1787 va organitzar el viatge triomfal de Caterina de Rússia a Crimea, el qual va provocar la segona Guerra russoturca (1787-1792), durant la qual va ocupar el càrrec de Comandant en Cap de l'Exèrcit Imperial, en la qual després d'un llarg setge hivernal, va capturar Otxakiv. Va morir durant les negociacions de pau a l'edat de 52 anys.